# Naso elegans
Corne roi
Espèce
Synonymes
- Aspisurus elegans Rüppell, 1829[3]

Statut de conservation UICN

 LC  : Préoccupation mineure
Naso elegans, communément appelé Corne roi, Licorne à épine orange indien, Nasique à éperons orange ou Nason bariolé[réf. nécessaire], est une espèce de poissons téléostéens de la famille des Acanthuridae ou « poissons chirurgiens ».

## Systématique
L'espèce Naso elegans a été initialement décrite en 1829 par le naturaliste et un explorateur prussien Eduard Rüppell (1794-1884) sous le protonyme d’Aspisurus elegans.

## Répartition
Naso elegans se rencontre dans l'océan Indien, depuis la mer Rouge jusqu'à Durban en Afrique du Sud et vers l'est jusqu'en Indonésie et, au moins, jusqu'à Bali. C'est une espèce de récifs qui est présente entre 5 et 30 m de profondeur.

## Description
Naso elegans mesure en moyenne 35 cm de longueur totale. Sa longueur maximale sans la queue peut atteindre 45 cm.